# IC 2519
IC 2519 ist eine kompakte Galaxie vom Hubble-Typ C im Sternbild Kleiner Löwe am Nordsternhimmel. Sie ist schätzungsweise 281 Millionen Lichtjahre von der Milchstraße entfernt.
Das Objekt wurde am 12. Mai 1896 von Stéphane Javelle entdeckt.